# Manucodia ater
Manucodia ater là một loài chim trong họ Paradisaeidae.